# Francium
Francium (chemická značka Fr, latinsky Francium) je nejtěžší známý chemický prvek z řady alkalických kovů, jedná se o nestabilní, velmi silně radioaktivní prvek.

## Základní fyzikálně-chemické vlastnosti
Nejstabilnější izotop francia 223Fr má poločas rozpadu 22 minut a podléhá β− rozpadu. Tento izotop vzniká i v přírodě a to α přeměnou aktinia. Francium se přeměňuje α rozpadem na astat, β+ rozpadem na radon nebo β− rozpadem na radium.
Za pokojové teploty je francium pevný kov s nejnižší hodnotou elektronegativity. Je velmi reaktivní a jeho sloučeniny se svými vlastnostmi podobají sloučeninám cesia. Téměř všechny soli francia jsou ve vodě rozpustné.
Fluorid francia (FrF) je sloučeninou s největším rozdílem elektronegativity mezi vázanými prvky.

## Historický vývoj
Francium bylo objeveno až roku 1939 Margueritou Pereyovou v Paříži a pojmenováno bylo podle země svého objevu.

## Výskyt
Francium se na Zemi vyskytuje v množství 7×10−19 ppm (parts per milion = počet částic na 1 milion částic), toto by odpovídalo obsahu 15 g francia v zemské kůře o tloušťce 1 km. V přírodě se vyskytují izotopy francia 221Fr (vzniká v neptuniové řadě), 223Fr (vzniká v aktiniové řadě) a 224Fr (vzniká v thoriové řadě) a jeho stopy nalézáme v uranových a thoriových rudách. V současné době je známo celkem 34 izotopů francia, všechny jsou značně nestálé a poměrně rychle podléhají radioaktivní přeměně. Uměle se francium připravuje protonovým bombardováním thoria.